# Джон Ендрюс (тенісист)
Джон Ендрюс (англ. John Andrews; нар. 5 лютого 1952) — колишній американський тенісист.
Найвищу одиночну позицію світового рейтингу — 64 місце досяг 26 червня 1975 року.
Здобув 1 парний титул.
Найвищим досягненням на турнірах Великого шолома були чвертьфінали в одиночному та парному розрядах.

## Фінали турнірів Гран-прі, WCT і Великого шолома

### Парний розряд (1–2)
| Результат | W/L | Дата     | Турнір          | Покриття | Партнер     | Суперники                        | Рахунок       |
| --------- | --- | -------- | --------------- | -------- | ----------- | -------------------------------- | ------------- |
| Поразка   | 0–1 | Сер 1975 | Бостон, США     | Ґрунт    | Майк Естеп  | Браян Готтфрід Рауль Рамірес     | 6–4, 3–6, 6–7 |
| Перемога  | 1–1 | Кві 1976 | Пальма, Іспанія | Ґрунт    | Колін Діблі | Марк Едмондсон Джон Маркс        | 2–6, 6–3, 6–2 |
| Поразка   | 1–2 | Кві 1976 | Мадрид, Іспанія | Ґрунт    | Колін Діблі | Карлус Кірмайр Едуардо Мандаріно | 6–7, 6–4, 6–8 |